# Кірсті Спарбое
Кірсті Спарбое (норв. Kirsti Sparboe; нар. 7 грудня 1946 року в Тромсе, Норвегія) — норвезька співачка та акторка, відома у зв'язку з конкурсом пісні Євробачення, в якому вона тричі брала участь.

## Життєпис
Кірсті вперше брала участь на Євробаченні в 1965 році, коли їй було 19 років. Пісня «Karusell», яку вона виконала, здобула тринадцяту Місце (передостаннє). У 1966 співачка знову бере участь в норвезькому відбірковому конкурсі на Євробачення («Melodi Grand Prix»), але займає на ньому тільки друге місце. Наступного року вона знову бере участь на Євробаченні з піснею «Dukkemann», і займає 14-е місце (з 17-ти можливих).
У 1968 році Кірсті знову бере участь у національному відбірковому конкурсі, але дискваліфікується через те, що на конкурсі нею був виконаний кавер на популярну в той час пісню Кліффа Річарда «Summer Holiday». Наступного року вона перемагає на відборі з піснею «Oj, oj, oj, så glad jeg skal bli», але на конкурсі отримує лише 1 бал і займає останнє місце.
Оскільки Норвегія відмовилася брати участь в 1970 на Євробаченні (через погані результати у конкурсантів цієї країни), Кірсті Спарбое бере участь в національному відбірковому конкурсі в Німеччині, з піснею «Pierre Der Clochard», але займає лише четверте місце.
У 1980 році співачка стає ведучою гумористичного шоу на каналі BBC «Jon, Brian, Kirsti and Jon». Надалі виконавиця успішно продовжує свою музичну кар'єру в Німеччині, а через деякий час її пісня «Ein Student Aus Uppsala» (в оригіналі записана німецькою мовою) стає неофіційним гімном Університету м. Упсали у Швеції.